# アダムネット
アダムネット株式会社（英: Adam Net,Ltd.）は、かつて存在した日本のシステムインテグレーター（商社系）。音声系に強みを持っており、ネットワーク各種機器の開発・販売、ネットワーク構築のコンサルテーション、システムインテグレーション、ネットワーク工事、運用、保守サービス、パッケージソフトウェアの販売を手がけていた。

## 概要
三井物産の子会社であった。2004年（平成16年）12月1日付でネクストコム、アダムネット、ビーエスアイが合併し、ネクストコム（現：三井情報）を存続会社とする合併方式で解散した。

## 沿革
- 1985年（昭和60年）
  - 三井物産出資で設立
  - NorthernTelecom社製SL - 1PBX取扱開始
  - 大阪事務所開設
  - 福岡事務所開設
- 1986年（昭和61年）
  - BritishTelecom社製ディーリングシステム取扱開始
  - 高機能インターコムシステム取扱開始
- 1987年（昭和62年）
  - 商品センター開設
  - Timeplex社製LINKファミリー（TDM）取扱開始
- 1988年（昭和63年）
  - Timeplex社製LPVS取扱開始
  - Timeplex社製PAD、パケット交換機（NP）取扱開始
- 1989年（平成元年）
  - 24時間メンテナンスセンター開設
  - デモルーム開設
- 1990年（平成2年）
  - Wellfleet社製マルチプロトコル対応ルータ、ブリッジ、FDDI等LAN機器取扱開始
- 1991年（平成3年）
  - 名古屋事務所開設
- 1992年（平成4年）
  - 物産アドバンストシステム株式会社を合併
  - 可視化ソフト、科学用アプリケーションソフト、CGアニメーションソフトの取扱開始
  - SiliconGraphics社製IRSグラフィックコンピュータ取扱開始
- 1993年（平成5年）
  - Octel社製ボイスメール装置取扱開始
  - Racal社製多チャンネル録音装置取扱開始
- 1994年（平成6年）
  - NorthernTelecom社製マゼランパスポート（フレーム・セル交換機）取扱開始
  - Whitetree社製25メガATM LANスイッチ取扱開始
- 1995年（平成7年）
  - InterVoice社製IVR（自動音声応答システム）取扱開始
  - 3Com社製LAN機器取扱開始
- 1996年（平成8年）
  - Vantive社製統合顧客管理システム取扱開始
  - Genesys社製T-Server取扱開始
  - アダムネット従業員持株会発足
  - バーチャルリアリティ（VR）関連ソフト、システム販売開始の為VRプロジェクト推進室設置
- 1997年（平成9年）
  - Cylink社製暗号化システム取扱開始
  - Foundry社製ギガビットイーサネットスイッチシリーズ取扱開始
  - 三井物産よりアダムネット従業員持株会並びにさくら銀行他15社に対し第1回株式譲渡
  - 建設業登録の電気通信工事業を建設大臣登録一般より建設大臣登録特定に登録許可取得
- 1998年（平成10年）
  - SiliconGraphics社製データマイニングツール、グラフィックコンピュータ取扱開始
  - Avaya社製PBX取扱開始
  - Alteon社製レイヤー4スイッチ取扱開始
  - WatchGuard社製Firewallシステム取扱開始
  - Informix社製データウェアハウス分析ツール取扱開始
  - InfoSpace社製データウェアハウス分析ツール取扱開始
  - 三井物産よりアダムネット従業員持株会並びにさくら銀行他17社に対し第2回株式譲渡
- 1999年（平成11年）
  - 沖縄事務所開設
  - SpeechWorks社製音声認識システム取扱開始
  - RealNetworks社製Web用動画配信システム取扱開始
  - Inktomi社製Webキャッシュ用ソフトウェア取扱開始
  - Infinite Pictures社製球体的パノラマ映像構築ツール取扱開始
- 2000年（平成12年）
  - 東北営業所開設
- 2001年（平成13年）
  - 北海道営業所開設
  - NUANCE(OMRON)社製音声認識システム取扱開始
  - NTT-AT社製MatchMail-CallCanter Ｅメール自動解析取扱開始
  - Tarantella社製シンクライアントシステム「Tarantella3」取扱開始
  - 東京文京区・本社においてISO14001認証取得
- 2002年（平成14年）
  - Andes Networks社製 SSLアクラレータ取扱開始
  - 大阪・関西支店、名古屋・中部支店、福岡・九州支店においてISO14001認証取得
- 2003年（平成15年）
  - Cisco System社 IP Telephony Specialization取得・シルバー代理店登録
  - Symbol Technologies社 WirelessLAN/VoIPシステム取扱開始
- 2004年（平成16年）
  - 三井物産より、RightNow(FAQセルフサービス)事業移管
  - 本社事務所を千代田区神田錦町へ移転
  - ネクストコム株式会社（現三井情報株式会社）を存続会社とする合併方式で解散。[1]